# Ted McCarty
Theodore "Ted" McCarty (* 10. Oktober 1909; † 1. April 2001) war ein US-amerikanischer Erfinder und Unternehmer. McCarty führte die Unternehmen Gibson Guitar Corporation und Bigsby Guitars und war während dieser Zeit für verschiedene Neuerungen im Instrumentenbau verantwortlich.

## Leben
Obwohl selbst nie Musiker, interessierte sich McCarty schon früh für die Musikindustrie. In den 1930er-Jahren arbeitete McCarty für Rudolph Wurlitzer Co., bevor er im Jahr 1949 Vizepräsident und 1950 Präsident des Unternehmens Gibson wurde.
In seiner Zeit bei Gibson von 1949 bis 1966 fallen eine Reihe von bahnbrechenden Neuerungen im Instrumentenbau, an denen McCarty maßgeblich mitgearbeitet hat. Unter der Führung von McCarty begann Gibson mit der Herstellung von Solidbody-E-Gitarren. Instrumente, wie die 1952 erschienene Gibson Les Paul, aber auch die Gibson SG, Flying V, Explorer, Firebird sowie das halbakustische Modell Gibson ES-335 sind auf Ideen McCartys zurückzuführen. 
Nach seinem Ausstieg bei Gibson erwarb McCarty zusammen mit John Huis das Unternehmen Bigsby Guitars, welches er bis zu seinem Tod im Jahre 2001 leitete. Um die Verdienste McCartys für die Musikindustrie, speziell im Bereich E-Gitarre zu würdigen, stellt der US-amerikanische Gitarrenbauer Paul Reed Smith ein spezielles „McCarty“-Modell her.

## Leistungen
Neben seinen unternehmerischen Fähigkeiten wurde McCarty vor allem durch seinen Erfindungsgeist bekannt. Viele Entwicklungen des Unternehmens Gibson, wie z. B. die Les Paul-Gitarre und die Tune-O-Matic-Brücke wurden auf McCarty patentiert. Während seiner Zeit bei Gibson konnte McCarty als Unternehmer den Gewinn um das 15fache und den Verkauf um 1250 % steigern.